# 湖南工程职业技术学院
28°22′19″N 112°57′02″E / 28.372069°N 112.950439°E
湖南工程职业技术学院位于湖南省长沙市水渡河，是一所湖南省地质矿产勘查开发局主办的一所国有公办全日制普通高等学院。

## 历史
- 湖南地质学校于1958年成立，并于1995年更名为长沙工程学校。
- 湖南地矿局“七.二一”工大成立于1978年，1981年改名为湖南地矿局职工大学，1995年由于上属机构更名而改为湖南地矿厅职工大学，1998年更名为湖南工程职工大学。
- 2002年，湖南工程职业技术学院由“长沙工程学校”和“湖南工程职工大学”合并而成。[2]

## 学校院系
湖南工程职业技术学院下设“八院两部一中心”，共32个专业。
- 测绘地理学院
- 自然资源学院
- 信息工程学院
- 工程建设学院
- 工程管理学院
- 工程设计学院
- 现代经贸学院
- 生态文旅学院
- 基础课部
- 机械研制中心

## 校际合作
湖南工程职业技术学院和长沙理工大学、湘潭大学、湖南农业大学、中南林业科技大学、吉首大学、湖南工程学院、南华大学合作建立了自学升本和专升本协议。

## 荣誉
湖南省技能人才培养先进单位、湖南省直机关文明单位、湖南重品质守信用和谐示范单位、湖南省旅游教育培训示范点、国土资源职教工作先进单位、长沙市花园式单位